# Trybunał inkwizycji w Weronie
Trybunał inkwizycji w Weronie – sąd inkwizycyjny, mający swą siedzibę w Weronie w Republice Weneckiej. Istniał od połowy XVI wieku do 1797. Był kierowany przez dominikanów i należał do struktur inkwizycji rzymskiej.

## Historia

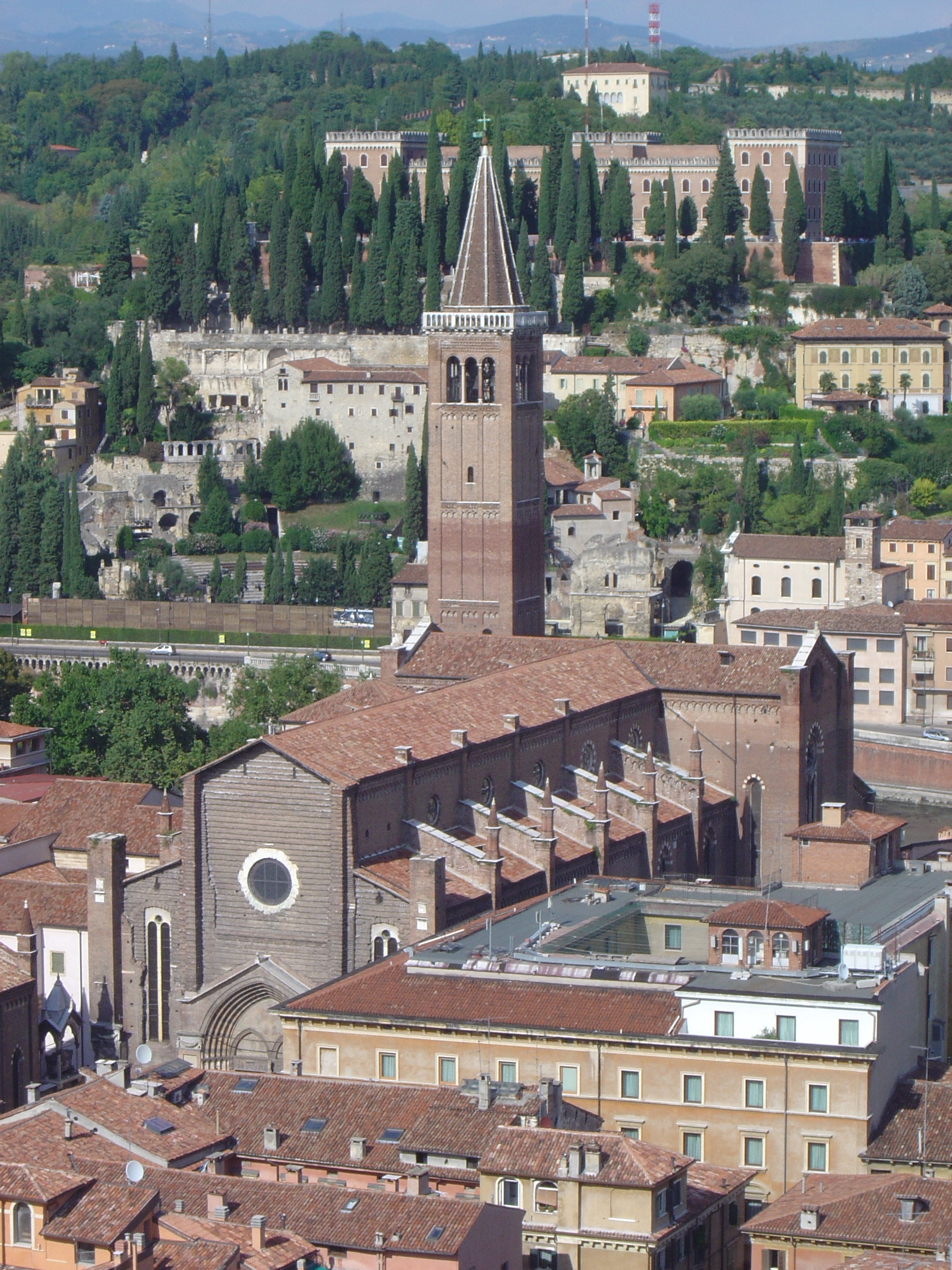
Dominikański konwent S. Anastasia w Weronie był od 1569 siedzibą trybunału inkwizycji w tym mieście

Od 1254 Werona znajdowała się w granicach prowincji inkwizytorskiej Marchii Trewizańskiej, która podlegała jurysdykcji inkwizytorów z zakonu franciszkanów. Do XV wieku była najważniejszym (obok Wenecji) ośrodkiem inkwizycji w tej prowincji. W XIII wieku w diecezji Werony prowadzone były bardzo intensywne działania przeciwko sekcie katarów. W 1278 ponad stu katarów z warstwy przywódczej tego ruchu zostało spalonych na stosie.
W początkach XVI wieku niemal cała Marchia Trewizańska znalazła się pod władzą inkwizytorów rezydujących w Wenecji, co było zapewne wynikiem tego, że niemal w całości jej terytorium przeszło pod władzę Republiki Weneckiej. W 1530 potwierdziła to kapituła prowincjonalna zakonu franciszkanów, powierzając funkcję inkwizytora weneckiemu zakonnikowi Angelo Tescie.
Początki nowożytnego trybunału inkwizycji w Weronie można datować na rok 1550, gdy inkwizytorem tego miasta został franciszkanin Girolamo Fanti da Lendinara. Jednak w 1569 papież Pius V zadecydował o odebraniu okręgu Werony franciszkanom i powierzeniu go dominikanom, wtedy też kontrolę nad nominacjami inkwizytorskimi przejęła utworzona w 1542 Kongregacja Rzymskiej i Powszechnej Inkwizycji. Pierwszym dominikańskim inkwizytorem Werony był Marco Medici. W drugiej połowie XVI wieku inkwizytorzy dominikańscy działali przeciwko zwolennikom i sympatykom reformacji w Weronie. W latach 1576–1584 stracono w Weronie co najmniej trzech protestantów.
W przeciwieństwie do wielu innych trybunałów włoskich, trybunał w Weronie pozostawał bardzo aktywny jeszcze w wieku XVIII. W 1705 stracono kleryka odprawiającego mszę bez święceń kapłańskich, a jeszcze w roku 1796 odnotowano aż 101 denuncjacji.
W wyniku inwazji rewolucyjnej Francji na północne Włochy oraz wspieranych przez nią rewolt, w 1797 Republika Wenecka przestała istnieć, a po pokoju w Campo Formio (17 października 1797) jej terytorium podzielono między profrancuską Republikę Cisalpińską a Austrię. Trybunał inkwizycyjny w Weronie został zniesiony już 4 lipca 1797 przez władze powołanej w kwietniu tego roku republiki municypalnej. Dziewięć lat później, 28 lipca 1806, zlikwidowany został także dominikański konwent S. Anastasia.

## Organizacja
Na czele trybunału stał inkwizytor, wywodzący się od 1569 z zakonu dominikanów (z prowincji Obojga Lombardii). Jego siedzibą był konwent S. Anastasia, a jego jurysdykcji podlegał obszar diecezji Werony. Pomagało mu lub zastępowało go 13 wikariuszy i 20 wikariuszy rejonowych, działających na prowincji.

## Inkwizytorzy Werony (1550–1797)
- Girolamo Fanti da Lendinara OFMConv (1550–1557?)
- Niccolò Battaglia OFMConv (1557?–1559)
- Bonaventura Farinerio da Castelfranco OFMConv (1559)
- Francesco Zuccarino da Verona OFMConv (1559–1563?)
- Girolamo Pini di Urbino OFMConv (1563?–1569)
- Marco Medici da Verona OP (1569–1574)
- Paolo Molaschi da Lodi OP (1574–1578)
- Agostino Niccoluzzi OP (1578–1587)
- Alberto Cheli da Lugo OP (1587–1591)
- Egidio Pusterla da Piacenza OP (1591–1602)
- Sante Ripa da Genova OP (1602–1604)
- Agostino Della Torre da Ripalta OP (1604–1616)
- Silvestro Ugolotti da Castiglione OP (1616–1624)
- Innocenzo Pio da Bologna OP (1624–1631)
- Domenico Cortese da Codignola OP (1631–1633)
- Bonifacio Cardon OP (1633–1634)
- Francesco Cuccini OP (1634–1637)
- Pietro Maria Dolcetti da San Severino OP (1637–1647)
- Clemente Richetti da Jesi OP (1647–1648)
- Giovanni Michele Bergamaschi OP (1648–1664)
- Desiderio Muri da Vicenza OP (1664–1670)
- Tommaso Mazza OP (1670–1674)
- Pietro Maria Amiani da Fano OP (1674–1678)
- Antonio Cecotti da Cotignola OP (1678–1682)
- Giuseppe Maria Grizio da Jesi OP (1682–1684)
- Ludovico Agostino Castelli da Milano OP (1684–1688)
- Andrea Rovetta da Brescia OP (1688–1701)
- Giovanni Domenico Accursi da Ferrara OP (1701–1706)
- Giovanni Paolo Mazzoleni OP (1706–1731)
- Lauro Maria Picinelli da Brescia OP (1731–1745)
- Girolamo Giacinto Maria Medolago da Bergamo OP (1745–1757)
- Serafino Maccarinelli da Brescia OP (1757–1760)
- Tommaso Lorenzo Matteucci da Fermo OP (1760-1762)
- Vincenzo Maria Panciera OP (1762–1765)
- Girolamo Taffelli OP (1765–1773)
- Filippo Rosa Lanzi OP (1773-1781)
- Ercole Pio Pavoni OP (1781–1797)